# Jeunesse (Janáček)
Pour les articles homonymes, voir Jeunesse (homonymie).
Jeunesse (en tchèque : Mládí ) pour sextuor d'instruments à vent est un sextuor pour flûte, hautbois, clarinette, cor, basson et clarinette basse de Leoš Janáček. Il est créé le 23 novembre 1924 au Théâtre Vinohrady de Prague par des solistes de la Philharmonie Tchèque.

## Mouvements
1. Allegro
2. Andante sostenuto
3. Vivace
4. Allegro animato

- Durée d'exécution : dix-sept minutes.

## Source
- François-René Tranchefort, Guide de la musique de chambre, éd.Fayard, p. 491  (ISBN 2-213-02403-0)